# Iliny
Iliny är en ort (by) i provinsen Nógrád i norra Ungern. Orten har 145 invånare (2024), på en yta av 6,46 km². Den ligger cirka 11 kilometer sydost om Balassagyarmat.